# Pterolophia postbalteata
Pterolophia postbalteata là một loài bọ cánh cứng trong họ Cerambycidae.